# Victor Rivers
Victor Rivers, de son vrai nom Victor Rivas, est un acteur américain d'origine cubaine né le 1er octobre 1955 à Sancti Spíritus.

## Biographie
Cubain de naissance, Victor Rivers débarque aux États-Unis à l'âge de deux ans. Enrôlé très jeune comme membre d'un gang local, son échappatoire vint du sport. Et plus particulièrement du football. Repéré par un chasseur de talent, ce dernier lui propose alors une bourse d'études sportives de quatre ans afin d'étudier à la prestigieuse université d'État de Floride. En 1977, il en sort diplômé de l'école de criminologie et de justice pénale avec un baccalauréat des sciences. Un an plus tard, il embrasse une carrière de footballeur professionnel. En effet, il intègre l'équipe des Dolphins de Miami en tant que joueur de ligne offensif durant la saison 1978-1979. 
Ayant subi de multiples sévices corporels et psychologiques durant la majeure partie de sa jeunesse dus à la violence dévastatrice de son père, Rivers met à profit son diplômé décroché pour devenir un avocat activiste et un ardent militant. Il intervient régulièrement en tant que conférencier afin de prévenir contre toutes violences domestiques. Depuis 1999, il est le porte-parole du Réseau National pour mettre fin aux violences familiales. Il  a relaté son éprouvante époque dans un livre autobiographique appelé A Private Family Matter sorti en 2005.

## Vie privée
Il est marié à Mim Eichler Rivas depuis 1988. Ils ont eu un enfant.

## Filmographie

### Cinéma
- 1984 : New York, deux heures du matin (Fear City) : Jimmy
- 1986 : Last Resort : Renaldo
- 1986 : Huit millions de façons de mourir (8 Million Ways to Die) : Angel Heavy n°3
- 1989 : I ragazzi del 42º plotone : Josy
- 1989 : Cat Chaser : Emellio Mendoza
- 1990 : Havana : Le jeune cubain n°3
- 1991 : Liaison maléfique (Black Magic Woman) : Dr. Yantos
- 1991 : Un bon flic (One Good Cop) : Oreste
- 1991 : Cruel Dilemme (Fires Within) : Angel
- 1992 : Twin Peaks: Fire Walk with Me : Buck
- 1992 : Monsieur le député (The Distinguished Gentleman) : Armando
- 1993 : Les Princes de la ville (Blood In Blood Out) : Magic Mike
- 1994 : A Million to Juan : Hector Delgado
- 1995 : Faux frères, vrais jumeaux (Steal Big Steal Little) : Le shérif Vic
- 1995 : Nixon : Le plombier cubain
- 1996 : Liens d'acier (Fled) : Rico Santiago
- 1996 : The Chain : Carlos
- 1997 : Amistad : Le capitaine Ferrar
- 1998 : La Cucaracha : Herberto Ortega
- 1998 : Le Masque de Zorro (The Mask of Zorro) : Joaquín Murrieta
- 1999 : Gangsta cop (In Too Deep) : Romeo Concepcion
- 2000 : What's Cooking? : Javier Avila
- 2003 : Hulk : Le paramilitaire
- 2006 : Adieu Cuba (The Lost City) : El Indio
- 2007 : États de choc (The Air I Breathe) : Eddie

### Télévision

#### Séries télévisées
- 1987 : Deux flics à Miami : Mendez (saison 4 épisode 18)
- 1990 : Duo d'enfer : Gorecki (saison 1 épisode 16)
- 1991 : Rick Hunter : Tonio de Perez (saison 7 épisode 20)
- 1991 : Flash : Stanley Morse (saison 1 épisode 19)
- 1995 : Star Trek: Deep Space Nine : Altovar (saison 3 épisode 18)
- 1997 : Spécial OPS Force : Le colonel Jesus Barnardo (saison 1 épisode 7)
- 1998 : JAG : Miguel Cortes (saison 3 épisode 18)
- 1999 : Nash Bridges : Henry Caesar (saison 5 épisode 7)
- 2001 : Les Experts : Miami : L'inspecteur Gil Carrillo (saison 1 épisode 13)
- 2002 : 24 heures chrono : Le sergent Amis (saison 2 épisode 18)
- 2005 : Numb3rs : Raymond Sites (saison 1 épisode 10)
- 2007-2008 : Life : Jack Reese
- 2011 : Los Angeles, police judiciaire : L'officiel du consulat mexicain (saison 1 épisode 9)
- 2013-2014 : Amour, Gloire et Beauté : Ricardo Montemayor
- 2016 : Esprits criminels : Unité sans frontières : Nestor Diaz (saison 1 épisode 11)

#### Téléfilms
- 1989 : L.A. Takedown : L'inspecteur Arriaga